# 幽默

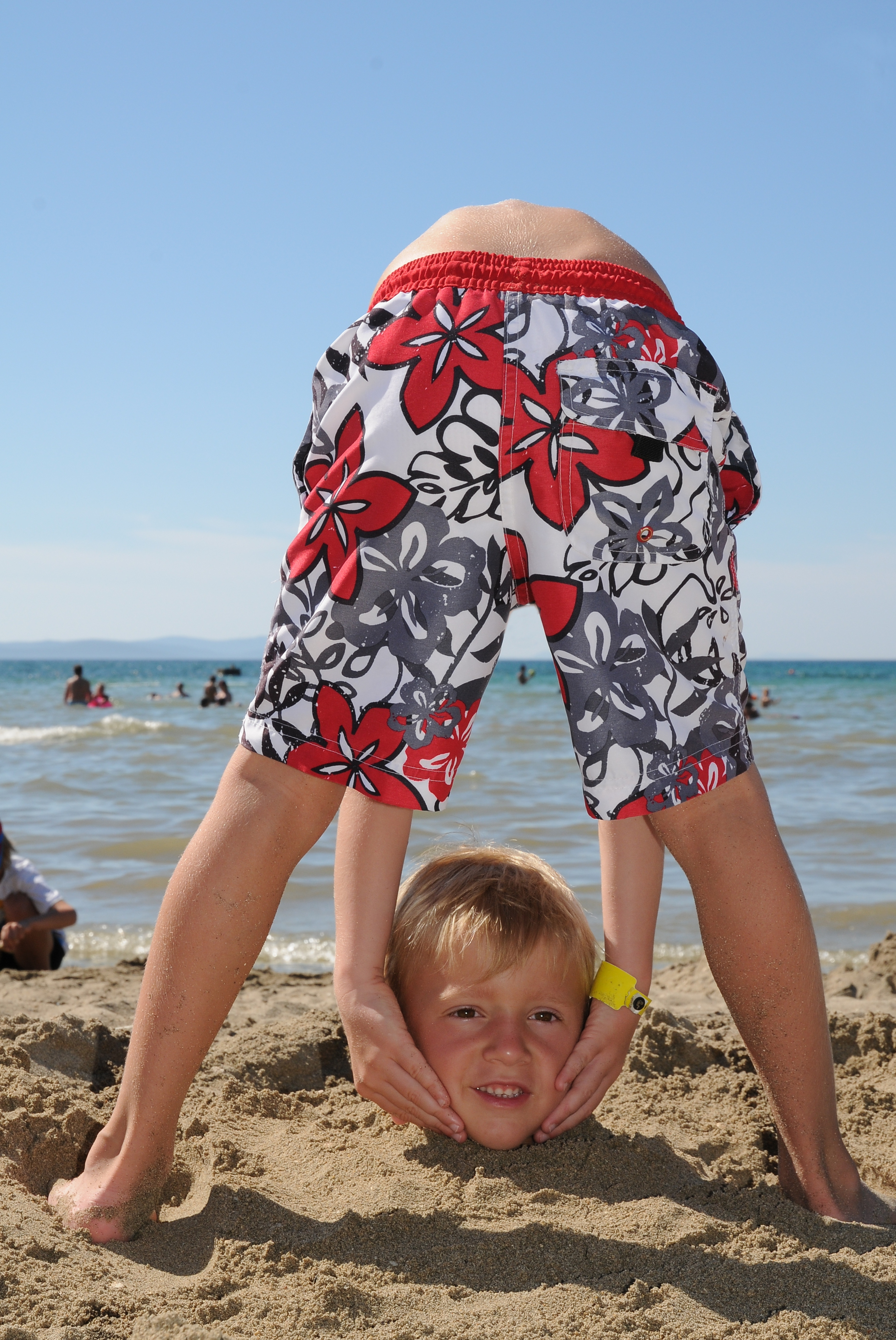
两个男孩的恶作剧，制作出一种惊讶式的幽默

幽默，意为滑稽、詼諧。此詞源於林語堂在晨報副刊中撰文章自英文「Humor」一詞音譯，指使人感到好笑、高兴、滑稽的行为举动或语言，与「风趣」含义相近。幽默感则是运用或者理解幽默的能力。
在黑格爾看來，幽默生於偶然，是一種完全主觀的掌握方式和表現方式，藉由巧智和浮想，對現實事物施以歪打正著而成，此間，所表現出來的真正對象，僅被視為一種外緣，更多空間則留白於詼諧、笑話、幻想以及抖機靈的俏皮話之類，使其充分發酵，稍慢卻更好地發揮作用。
任何年龄，文化程度的人都对幽默作出反应。在碰到滑稽可笑的事情时感到愉悦，微笑或大笑的人具有幽默感。由此可见，大多数人可以感觉到幽默，因为缺乏幽默感的人可能认为这些事情是莫名其妙的、奇怪的甚至是不合理的。尽管这几乎完全取决于人的个性，但幽默的程度和方式依赖于地理位置、文化、成熟程度、教育程度和当时的情况。

## 語源學
与古希臘演變來的西方語言对应色詞彙（英語、西班牙語、德語等：Humor）半音譯。
英語 「humor」一詞來自古希臘醫學。他們相信人類身體有四大類體液控制健康及情緒稱為（chymos），大意是指汁液，它們包括血、黃膽汁、痰及黑膽汁，抑鬱是體內「黑膽汁」過盛所致，而解決方法正是開懷大笑。
在中文世界，此詞音译法可十数种。最初有人建议译为“语妙”，以兼顾音与意。林语堂亦认为此譯法不无可取。1924年5月，林語堂按英文發音音譯出「幽默」一詞。林語堂認為，「幽默」意涵，或与「风趣」「谐趣”相当，唯英文「humor」多指作者或作品的风格，译意不如译音直接了当。使用“幽默”二字的理由，則是“凡是善于幽默的人，其谐趣必愈幽隐，而善于鉴赏幽默的人，其欣赏尤在于内心静静的理会，大有不可与外人道之滋味，与粗鄙显露的笑话不同，幽默愈幽愈默而愈妙。”汉语“幽默”一词，后来不止为形容词，更形成具备动宾结构的用法，如“幽某人一默”。
在西方世界中，humor一詞並不一定都含有有趣的意思。法文中是指心情，而不存有幽默之意。劍橋大學解剖學家約翰·赫非特（John Hadfield）認為，雖然人類已開始掌握憤怒、抑鬱的機制，但對發笑的認識仍十分有限。為甚麼我們看見政客在電視上打喷嚏會發笑，依然是個謎。

## 表現方式
幽默是一種心理應對機制，是大腦在衝突下產生的副產物，它幫助大腦處理複雜矛盾的訊息，并解決困惑的情感。人類透過辨識这种衝突才能理解幽默，而冲突最常見的表現方式就是笑。

## 類型
- 喜剧
  - 喜剧电影

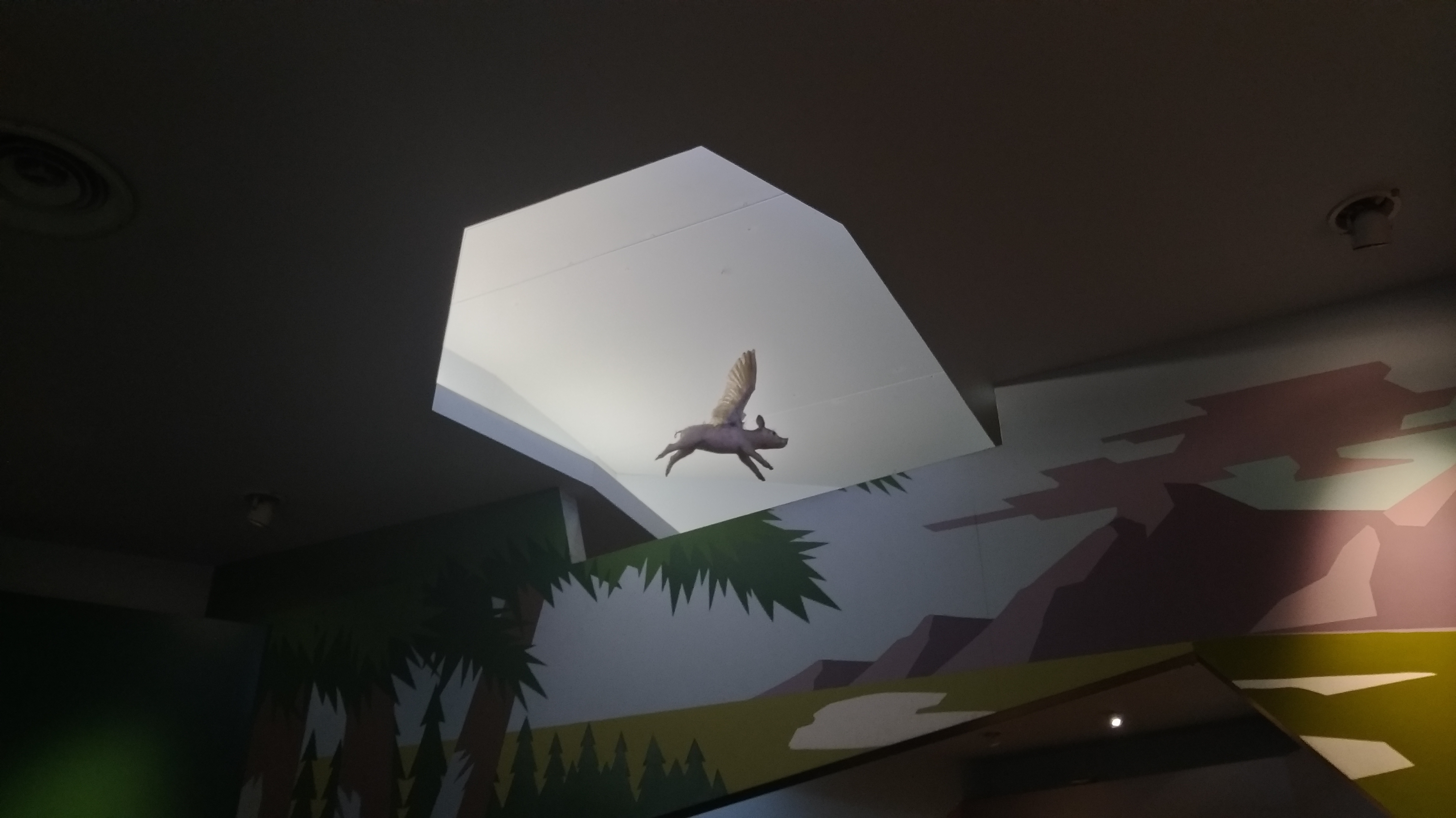
飛天豬並不存在於現實世界，但卻被中華民國國立自然科學博物館製作成模型並做為館藏。

  - 相声：通过语言或者对话来达到幽默的效果。
  - 喜剧小品
  - 无厘头：利用表面毫无逻辑关联的语言和肢体动作，使人们有滑稽的感觉
  - 栋笃笑：是英文“Stand Up Comedy”的翻译。这个翻译很“广东话”，不少香港人都觉得译很传神。虽然这一词源自西方，但跟中国人的相声有不少相似的地方，只是在这个“求新”和“求创意”的年代，年青人较接受一些易明和生动的名词。
  - 滑稽戏
- 笑话：通过一个有趣的小故事来使人们感到好笑。
- 戏仿：通过模仿来使人们感到滑稽。
- 恶搞：通过毫无道理的方式（例如在照片上画八字胡），来使观看者感到好笑。
- 三十秒幽默：通过一种较为短暂的幽默形式，让阅读者在短时间内享受到快乐，体验到幽默。它的形式既可以是文字，图片还可以是影片。
- 黑色幽默：20世纪60年代在美国兴起的一个文学流派，对充满矛盾的荒谬的社会现实进行无奈、苦涩的冷嘲热讽。后也指这种无奈、苦涩的表现风格。是一种对现实采取嘲笑抨击，揭露和讽刺，幻想和否定结合在一起的“黑色”的“幽默”。
- 冷幽默：带有一点黑色幽默的成分，但又区别于黑色幽默。之所以称之为“冷幽默”，是因为不仅要幽默，还要“冷”。
- 贱幽默：类似于冷幽默，但又不同于冷幽默。幽默意图并不明显，但过程中总会突出一方的强大，另外一方不畏强大不断挑战，给人以自找没趣之感，但其过程是智慧与趣味的巧妙结合。当事人双方或多方一同扮演挑战与被挑战者时，并没有刻意地要去到引人发笑的效果。因此，这是一种很并不刻意的幽默，最终的笑点都是由参与者及观众自己挖掘出来的。贱幽默是那种可以让人获取知识同时又记忆深刻的幽默。
- 捷克式幽默：捷克作家赫拉巴尔作品的特点，在幽默中渗透的是对人和社会的思考与担忧，使人在笑过之后感受到一种辛酸和压抑。
- 白色幽默：白色幽默指令人恐惧而又感到好笑的话或句子。
- 网络幽默：主要以搞笑的网络语为主的幽默方式，例如：腹黑，坑爹，BQ5，潜水等等。
- 图片幽默:图片幽默就是以搞笑的、有趣的、能让人发笑的图片，可以是漫画、街头抓拍照片、PS恶搞作品，搞笑图片使人达到精神上放松的目的。
- 表情包
- 超現實幽默